# Sproet 2
Sproet 2 is een Duitse familiefilm uit 2004 en het vervolg op de film Sproet.

## Plot
Martin heeft geen vrienden en zijn vader haalt zijn vroegere vriend Sproet erbij. Sproet heeft bijzondere sproeten, je kan er namelijk wensen mee vervullen. Van Martins ouders mogen ze de sproeten niet gebruiken daarom wensen ze hen weer weg. Maar Martin en Sproet halen gewoon weer nieuwe wenssproeten tevoorschijn. Als Martins rivaal en gymleraar Meneer Daume daarachter komt, ontvoert hij Sproet en maakt hij misbruik van zijn wensen. Daume wil bijvoorbeeld de aandacht trekken van zijn collega Mevrouw Muller-Klefheit en ook wil hij voorzitter worden van de rolschaatsclub en ook daar heeft Martins vader het druk mee omdat zijn vriend Anton Maan dat ook wil worden. Daume wil ook schoolhoofd worden en dat probeert hij dan ook te wensen. Ondertussen proberen Martin en zijn vader Sproet terug te halen.